# Ismael Zambada Sicairos
Ismael Zambada Sicairos (Sinaloa; 1982) apodado El Mayito Flaco, es un narcotraficante mexicano y líder de la facción La Mayiza del Cártel de Sinaloa.
Desde el 9 de septiembre de 2024 lidera una guerra por el control del Cártel de Sinaloa contra la facción de Los Chapitos, tras el arresto de su padre y el de Joaquín Guzmán López, el 25 de julio de 2024.

## Biografía
Según la Administración de Control de Drogas (DEA), Ismael Zambada Sicairos nació en 1982 en Sinaloa, siendo el segundo hijo del cofundador del Cártel de Sinaloa, Ismael Zambada García y de María del Refugio Sicairos Aispuro. Tiene además tres hermanos vinculados al narcotráfico: Vicente Zambada Niebla "El Vicentillo" capturado en 2009 y extraditado a EU en 2010, Serafín Zambada Ortiz detenido en 2013 en Nogales, Arizona, e Ismael Zambada Imperial "El Mayito Gordo", capturado en 2014 y extraditado en 2019.

## Trayectoria criminal
En 2013 fue acusado por primera vez en la Corte Federal del distrito Sur de California por conspiración para distribuir e importar cocaína, metanfetamina y marihuana a EEUU y participar en una empresa criminal continua. Asimismo la DEA lo nombró "fugitivo de la semana". Zambada es el único de los cuatro hermanos que no ha pisado la cárcel ni ha enfrentado a la justicia estadounidense, además de que mantiene el perfil más bajo de todos, razón por la cual fue considerado desde un principio como el heredero del negocio de su padre.
Se piensa que Zambada Sicairos trabajó estrechamente con Alfonso Limón Sánchez alias "Poncho Limón" o "El Chubas", hombre muy cercano a su padre y segundo al mando de La Mayiza. Poncho Limón fue detenido en 2014 en Culiacán y se fugó del Penal de Aguaruto en marzo de 2017 junto con otros cuatro personajes, entre ellos Rafael Guadalupe Félix Nuñez "Changuito Ántrax" miembro de Los Ántrax, brazo armado encargado de la seguridad de El Mayo Zambada y sus hijos. También se ha señalando a Limón Sánchez como uno de los posibles sucesores de Zambada García en el cártel.